# Megascops roraimae
La lechuza de Roraima (Megascops roraimae) es una especie de búho de la familia Strigidae. Se encuentra en los bosques y la densa vegetación de bosques secundarios a una altura de 200 a 1,800 m (660 a 5,900 pies) en el norte y el oeste de América del Sur. Su taxonomía es extremadamente compleja y objeto de disputa.

## Taxonomía
Todas las lechuzas se incluyeron anteriormente en el género Otus, pero hoy en día se colocan en Megascops.
Esta especie es un miembro del complejo M. guatemalae, que también incluye al autillo vermiculado (M. central). Todas las veces se consideran congéneres bajo el nombre Autillo guatemalteco (M. guatemalae).
Desde que se separó del Megascops guatemalae, las poblaciones de América del Sur y el sur de América Central (Panamá y Costa Rica) se pueden tratar de tres maneras:
1. Comprende a todos en una sola especie, el M. vermiculatus.[4]
2. Las poblaciones de los lugares del norte de Venezuela, el norte de Colombia, Panamá y Costa Rica en el M. vermiculatus, las poblaciones del Tepuy en el M. roraimae, las poblaciones de la parte inferior de las estribaciones andinas del este en el M. napensis, y las poblaciones en el Chocó en el M. central.[5]
3. Las de todos los lugares en el M. roraimae, excepto las poblaciones en el Chocó, que luego se la colocó en el M. central. Costa Rica tiene el búho autillo pie de colina y el búho autillo de Medio América.[1][2]

Ya que hay importantes diferencias vocales entre las distintas poblaciones, y las voces son de gran importancia en la taxonomía de las especies a nivel de los búhos, es difícil justificar el mantenimiento de todos juntos como se hace en el primer tratamiento anterior. Parece que hay pocas o ningunas diferencias vocales entre las poblaciones en el norte de Venezuela, Tepuy y el bajo el este de la precordillera, y la división entre la canción del Megascops guatemalae de un largo trino, y la canción del Megascops centralis de un corto trino, parece estar en Costa Rica (en lugar de Panamá, donde aparecen todos con el cantar del Megascops centralis). Esto entra en conflicto con el segundo tratamiento anterior, pero coincide con el tercer tratamiento. Bajo este tratamiento, el M. roraimae incluye a napensis como una subespecie, y se encuentra localmente a lo largo de la vertiente oriental andina menor de Venezuela, a través de Colombia, Ecuador y Perú, a Bolivia, a lo largo del este (es decir, Venezuela) en la pendiente de las montañas de Perijá, en la cordillera de la costa venezolana, y el Tepuy en el sur de Venezuela, hasta el norte de Brasil y Guyana. Es sustituido por el estrechamente relacionado Megascops hoyi en el sur de Bolivia y el noroeste de Argentina, y una población en las montañas de Santa Marta en Colombia puede representar una nueva especie, no descrita científicamente.

## Apariencia
La lechuza de Roraima tiene una longitud total de entre 20 y 22 centímetros (7,9 y 8,7 pulgadas), con una longitud de ala de entre 15 y 17,5 centímetros (5,9 y 6,9 pulgadas). Por lo general tiene una cola alrededor de unos 8 centímetros (3,1 pulgadas) de longitud, mientras que el pico es un poco más de 2 centímetros (0,79 pulgadas). Su tarso es de 24 a 31,5 milímetros (0.94 a 1.24 pulgadas). el plumaje de la lechuza de Roraima es dimórfico con un hábito en general de color café grisáceo y otro que es en general rojizo.